# تزمين تفري

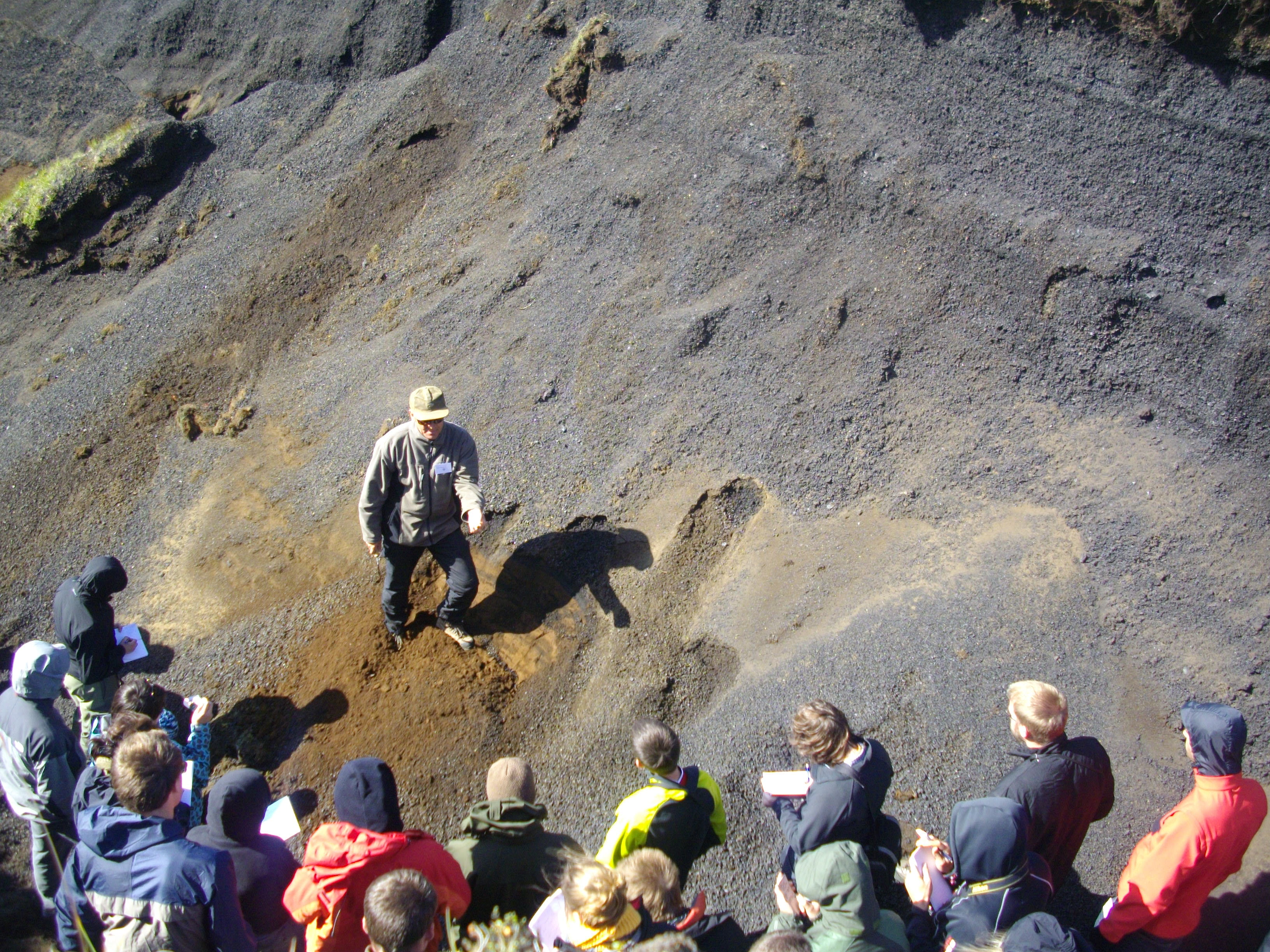
جيولوجي يشرح أهمية التزمين التفري للطلاب في آيسلندا.

التزمين التِفْري (بالإنجليزية: Tephrochronology)‏، هي طريقة للتقسيم الزمني للصخور يُستعان بها في تحديد أعمارها، وذلك بتقدير التفرا أو الرماد البركاني التي تتخللها، الميزة الرئيسية لهذه الطريقة هي أن طبقات الرماد البركاني يمكن التعرف عليها بسهولة نسبياً في العديد من الرواسب المتواجدة ضمن طبقات التفرا بشكلٍ واسع. وهذا يعني أن بالإمكان توفير معلومات دقيقة للمدة الزمنية التي يمكن استخدامها للتحقق أو التثبت، وربط تسلسلات متباعدة حسب الموقع في تسلسل زمني موحد الذي يرتبط بتسلسل وأحداث المناخية.